# Trichoscarta
Trichoscarta is een geslacht van halfvleugeligen uit de familie schuimcicaden (Cercopidae). De wetenschappelijke naam van dit geslacht is voor het eerst geldig gepubliceerd in 1902 door Breddin.

## Soorten
Het geslacht Trichoscarta omvat de volgende soorten:
- Trichoscarta bodeni Lallemand, 1929
- Trichoscarta bracteata (Distant, 1900)
- Trichoscarta centrodes Jacobi, 1905
- Trichoscarta chersonesia (Distant, 1900)
- Trichoscarta curvata Lallemand, 1927
- Trichoscarta curvatiformis Lallemand, 1939
- Trichoscarta delineata (Walker, 1857)
- Trichoscarta dissoluta Schmidt, 1910
- Trichoscarta divergens Schmidt, 1910
- Trichoscarta eli (Breddin, 1900)
- Trichoscarta luteomaculata Lallemand, 1922
- Trichoscarta octonotata Lallemand, 1939
- Trichoscarta olivacea (Lethierry, 1888)
- Trichoscarta pendleburyi Lallemand, 1930
- Trichoscarta reducta Schmidt, 1910
- Trichoscarta roborea (Distant, 1900)
- Trichoscarta similis Schmidt, 1910
- Trichoscarta solivaga (Distant, 1900)